# 江南義塾盛岡高等学校
江南義塾盛岡高等学校（こうなんぎじゅくもりおかこうとうがっこう）は、岩手県盛岡市前九年にある私立高等学校。

## 所在地
- 〒020-0127 盛岡市前九年三丁目8番20号（岩手県道223号盛岡滝沢線沿い）

### 最寄駅
- IGRいわて銀河鉄道いわて銀河鉄道線：青山駅（前九年口より徒歩約10分）

### 最寄バス停
- 岩手県交通滝沢営業所行き&滝沢市役所行き&ビッグルーフ滝沢行き&滝沢アメニティタウン行き（路線番号201・202・203・209・210・220「青山町線」、路線番号212「盛岡北高線」、路線番号214「青山天神線」、路線番号217「県立中央病院滝沢線」）又は岩手牧場前行き（路線番号255「みたけ中央線」)に乗車し「前九年二丁目」又は「前九年三丁目」バス停下車、徒歩約5分。

### 周辺環境
- 前九年公園
- 北上川
- 前九年郵便局
- 国道46号
- 岩手県道220号氏子橋夕顔瀬線
- 岩手県道223号盛岡滝沢線
- 一ノ倉邸（盛岡市指定保存建築物）
- 岩手県営体育館
- 岩手県営運動公園
- 岩手県交通公園
- 岩手県警察学校
  - 盛岡西警察署前九年交番
- 盛岡西消防署
- 国立病院機構盛岡病院
- 盛岡市立ひまわり学園
- 盛岡市西部公民館
- 盛岡市屋内ゲートボール場
- 盛岡市厨川地区活動センター
- なでしこ幼稚園
- 盛岡市立厨川中学校
- 盛岡市立厨川小学校
- 盛岡市立青山小学校
- 盛岡市立大新小学校
- 東北新幹線
  - 盛岡新幹線車両センター
- IGRいわて銀河鉄道線
  - 青山駅（IGR本社・銀河鉄道観光窓口・銀河鉄道不動産本店・沿線地域農産物レストラン「びすとろ銀河」・沿線地域特産品販売店「銀河マルシェ」併設）
  - 青山町踏切
  - 馬頭踏切
- JR東日本盛岡車両センター
- 秋田新幹線・田沢湖線
- 盛岡自動車学校
- 中央自動車学校

## 沿革
- 1892年9月16日 旧制中学校の予備校(育英学舎)として創設される。
- 1900年 江南義塾と改称。
- 1930年 江南商業学校として発足。
- 1934年 岩手商業学校と改称。
- 1944年 戦時非常立法により、岩手農業学校と改称、農業科を設置する。
- 1948年 学制改革により、岩手農業高等学校となる。
- 1949年 普通科を設置。
- 1950年 岩手橘高等学校と改称し、商業科を併設。
- 1980年5月20日 御厩橋工事に伴い、大沢川原から現在地（旧刑務所跡地）へ新築移転。
- 1992年 創立百周年を迎える。現校舎の東側に新校舎増築。
  - 10月16日 創立百周年記念式典挙行。
- 1993年 岩手県知事より私学教育表彰受章&岩手県青少年育成県民会議より表彰。
- 1995年4月1日 江南義塾盛岡高等学校へ校名変更。
- 2012年9月21日 創立120周年記念式典挙行（於・岩手県営武道館大道場）。
- 2015年 野球部監督と責任教師を1974年から2007年まで33年間・「夏の高校野球岩手大会開会式（於・岩手県営野球場）」での選手入場行進先導役を1985年（第67回大会）〜2006年（第88回大会）まで21年間それぞれ務めた保健体育科非常勤講師・小野清志が日本高野連&朝日新聞社より「2015年度育成功労賞」を受賞[1][2]。
- 2018年5月8日 本校の校長兼理事長・岩手県私学協会会長などを歴任した三浦五郎が肺炎のため盛岡市内の介護施設で死去（享年92歳）。
- 2022年 情報処理科の志願者数減少により募集を停止。

## 校章
太平記抄に述べられている「江南の橘」と紫宸殿の「右近の橘」にちなむ。

## 主な施設・教室
- 普通教室（旧校舎1・2階、新校舎2階、東平屋プレハブ棟内）
- 職員室（旧校舎2階・常勤教師用）
- 第二職員室（北2階建てプレハブ棟・非常勤講師用）
- 事務室（旧校舎1階、教職員&来客用正面玄関前。来客用受付兼務）
- 放送室（旧校舎1階）
- 校長室（旧校舎1階）
- 相談室兼自習室（旧校舎2階）
- 特別教室（会議室兼用・旧校舎2階）
- 図書室（新校舎2階）
- コンピュータ室兼情報処理室（新校舎3階・仕切りがあり双方を続き部屋として使用する事も可）
- 調理実習室・家庭科室（新校舎1階）
- 格技室（武道場・新校舎1階）
- 体育館（旧校舎生徒用昇降口東隣）
- 実習棟（自動車整備士コース授業用。旧校舎北西側・生徒用駐輪場東隣。実習用小型フォークリフトとアーク溶接機材常備）
- 運動部用部室（実習棟東隣）
- 野球・ソフトボール用グラウンド（旧校舎東側・実習棟南隣）
- サッカー・ラグビー用グラウンド（新校舎南側）
- バスケットボール用コート（新校舎南側）
- テニスコート（旧校舎南側・新校舎西側）
- 教職員用駐車場（新校舎&東プレハブ棟南側。日によっては来客用駐車場も兼ねる場合あり）
- 生徒用駐輪場（生徒用正面玄関前&実習棟前）
- 石川啄木歌碑（体育館東側、教職員用駐車場への連絡通路沿い。一般入場は学校の許可が必要で校門施錠時は入場不可）

※ 旧校舎は2階建て、新校舎は3階建てとなっており、両者はテニスコートを挟む形のL字型配置となっている。なお、旧校舎と新校舎は完成時期の違いから廊下が1階部分でしか直結されておらず、双方の2階・3階部分教室連絡は一度1階へ降りる必要がある。
※ 生徒用正面玄関には車いす対応スロープが整備されているが、校舎内にエレベーターはない。
※ 新校舎南側にある外階段は非常階段のため、通常期は閉鎖されている。
※ 新校舎南側外壁には「江南義塾」と書かれた校名看板が、北プレハブ棟東側外壁には「正々堂々・まっすぐ生きる」と書かれた校訓看板がそれぞれ掲げられている。また、東北新幹線「はやぶさ」・「はやて」の車窓東側からも校舎とグラウンドを眺める事が出来る。
※かつては生徒用駐輪場前と教職員駐車場への連絡通路に未舗装部分があったが、現在は全てアスファルト舗装されている。
※県道223号盛岡滝沢線に面した側にも教職員駐車場への出入り口があるが通常期は閉鎖されており、教職員用自家用車は東平屋プレハブ棟裏通路・体育館裏側にある啄木歌碑前・生徒用玄関（昇降口）・教職員&来客用正面玄関前をそれぞれ通ってから一般道へ出る形を採っている。
※物理・化学授業用教室（実験室）は無く、それら実験器材も開校当初から今日まで常備されていない。
※競泳用25mプールは現校舎完成当初から開設されておらず、体育での水泳授業は実施されていない。
※生徒用昇降口&教職員・来客用玄関と実習棟および野球・ソフトボール用グラウンドを行き来する場合、第二職員室などが入る2階建てプレハブ棟が敷地内にあるため一度一般道へ出る形となる。

## 学校行事
- 4月 - 入学式・対面式・オリエンテーション・生徒総会
- 5月 - 映画鑑賞会・緑の募金活動（於・盛岡市内）
- 6月 - 岩手県高校総体総合開会式（於・岩手県営運動公園陸上競技場）
  - 6月30日 - 啄木祭（開催日が土日に当たる年は代休日を設定）
  - 第一期末考査
- 7月 - 夏の高校野球岩手大会全校応援（出場試合が土日いずれかに行われた場合は代休日を設定。雨天順延などにより日程変更される場合あり）・映画鑑賞会・三者面談・夏季休業
- 8月 - 夏季休業
- 9月 - 第二期末考査
- 10月 - 校内球技大会・赤い羽根共同募金活動（於・盛岡市内）・江南祭（文化祭、10月第一土曜&日曜に開催）・三者面談
- 11月 - 映画鑑賞会・第三期末考査・スケート実習（於・岩手県営スケート場）
- 12月 - 修学旅行（二年）・生徒会役員改選・三者面談・冬期休業
- 1月 - 冬期休業・学年末考査（三学年）・推薦&一般入学試験（下旬）
- 2月 - 予餞会・学年末考査（1・2学年）
  - 2月上旬〜中旬 - 推薦と一般入試の判定会議、合格通知発送
  - 三者面談
- 3月3日 - 卒業証書授与式（於・トーサイクラシックホール岩手）・離任式・修了式

## 部活動
- 運動部
  - ボクシング部
    - 国内屈指のボクシング強豪校として知られており、インターハイや国体での全国制覇も数多く経験している。

  - 硬式野球部
    - 他校との練習試合をする時や夏の高校野球岩手大会期間中の選手・監督・部長・マネージャー移動用として、校名が車体側面に表記された中型マイクロバス（トヨタ・コースター）が1台配備されている（中型免許を有する専属ドライバーが運転）。

  - バスケットボール部
  - 少林寺拳法部
  - 剣道部
  - サッカー部
  - ソフトテニス部
  - 卓球部
  - 柔道部

※かつては「バレーボール部」と「陸上部」もあったが、部員数が伸び悩み練習場所も確保出来なかったため廃部されている（2015年7月10日付、朝日新聞岩手版記事より）。
- 文化部
  - 合唱部（但し専用音楽室が無いため、活動時は空き教室を利用）
  - 書道部
  - 美術・デザイン部
  - コンピューター部
  - 囲碁・将棋部
  - 英会話部
  - 家庭部

※吹奏楽部は開校当初から今日まで創部されておらず、専用音楽室・楽器類も常備されていない。

## 主な出身者
☆予備校時代の卒業生
- 久慈次郎（野球選手・野球殿堂入り）
- 石川啄木（詩人）※敷地内に歌碑有り。
- 小野清一郎（刑法学者・法哲学者）
- 佐々木喜善（民話研究家）

☆高等学校の卒業生
- 内村俊太（フットサル選手、フットサル日本代表候補）
- 佐々木諒（フットサル選手）
- 梅村錬（ボクシング選手）

## その他
- 石川啄木が江南義塾に入塾した日である6月30日には体育館にて毎年「啄木祭」が開かれており、在籍する生徒全員が郷土の偉人である啄木の功績&生き方を学ぶ事で今後の進路選択に生かす機会としている（開始当初から2014年度まで長らく非公開だったが、2015年度の啄木祭は史上初めて報道陣に公開された。但し会場の体育館は規模が狭く生徒・教職員・来賓で満員となるため、一般客は当行事の観覧不可。なお教職員駐車場への連絡通路沿いにある啄木歌碑は学校長の許可を得れば一般客も観覧可能だが、正門を含め完全施錠される休日&休校日は啄木歌碑の観覧不可）。
- （国民の祝日・春休み・夏休み・冬休み以外にも）毎年9月16日に「創立記念日」として休校日が設けられている。
- 生徒数増加に伴い教室数が足りなくなった事から（既存の校舎に加え）プレハブ棟も増築され、校長室・図書室・相談室・一部普通教室として用いられている。また卒業式は規模の狭い体育館では出席する生徒とその保護者・来賓・教職員を収容しきれないため、例年「岩手県営武道館大道場」を借りて行われている（式の予行演習は体育館にて実施。会場使用料は在籍生徒の保護者が納入する授業料及び同窓会からの寄付金より捻出）。なお現校舎完成当初エアコン（冷房）は一部教室のみの設置だったが、現在は校舎内全教室がエアコン完備となっている（パナソニック製品を採用）。
- 遠方へ向かう行事では（地元バス会社に申し込む形で）貸切バスを利用しており、そのバス代及び施設使用料は（在籍生徒の保護者が納入した）授業料より捻出されている。なお「夏の高校野球岩手大会」の場合は試合会場によって応援する全校生徒・教職員の移動手段が異なり、出場試合カードが近場の「岩手県営野球場」で行われる場合は現地集合&解散（県営球場での試合は開会式・閉会式も含め毎年IAT岩手朝日テレビで実況生中継されており、そちらでの出場カードがTV放送される事もある）。逆に（「八幡平市総合運動公園野球場」・「花巻市総合運動公園野球場」・「金ケ崎町森山総合運動公園野球場」など）遠方の場合は（発着地=集合&解散場所を校舎前に指定した上で）貸切バスで移動している（野球部の選手・監督・部長・マネージャーは別行動となり、専用マイクロバスにて移動。また開会式・準決勝・決勝・閉会式の会場は岩手県営野球場なので、応援する生徒&教職員は現地集合&解散）。
- 「映画鑑賞会」はいわて県民情報交流センター（アイーナ）内の小田島組☆ホールを貸し切る形で年に2〜3回実施されており、学校側で選定した「将来の生き方（人生設計）の参考となり得るテーマ」の映画作品を全校生徒が鑑賞。後日その映画を見た感想文を生徒が書いて各学級担任へ提出する形を採っている（映画館使用料は在籍生徒の保護者が納入する授業料より捻出）。
- 修学旅行はかつては国際感覚を養う観点から目的地を海外としており、韓国・台湾・ハワイ、2014年度からはオーストラリアが選定されていた。しかし、保護者の金銭的負担などを考慮し、現在は国内（関西方面）に変更されている。
- 「私立校」であるため学区制限はなく、岩手県内であればどの地区からも入学（入試受験）が可能（他地区にある名門私立校のような「スポーツ推薦枠」は設けておらず、岩手県外からの「スポーツ留学」による入学志願も認めていない）。但し自前の学生寮を持っていないので、遠方からの入学者は本校周辺にある民間下宿や共同学生寮（学生会館・パンション）へ入寮する形を採っている（寮費・家賃は自己負担）。
- 生徒が就職の（「入社時までに普通運転免許取得必須」と求人票応募条件に書かれている）ため（取得可能な最低年齢18歳に達した時点で）自動車教習所へ通学する場合、その旨を指定書面にて学校長にあらかじめ届け出なければならない（校則は「教習所への通学は学業と両立出来るようにし、免許が取得出来た場合でも在学中は万一の事故・違反防止のため自動車運転禁止」と規定。取得出来た当該生徒の免許証は所属学級担任が卒業時まで預かる）。なお生徒の教習所通学は「就職に必要なため」という正当な理由でしか許可が下りず、私的な運転をするための教習所通学は許可されていない（指定の届け出書面「自動車教習所通学許可願」には、「免許取得を必要とする理由」を書く欄がある。また本校指定=本校生徒通学推奨の盛岡地区指定自動車教習所は「STモータースクール北校&南校」・「中央自動車学校」・「盛岡自動車学校」・「岩手自動車学校」・「盛岡南ドライビングスクール」、以上6校）。これら規則に違反した生徒には「停学」又は「退学」の懲戒処分が（校則「賞罰規定」に基づき）下される。
- アルバイトについては「（独立の生計を営む保護者が務める・又は経営する職場が倒産したり解雇されたなど）家計を助けるためにやむを得ない理由」がある場合に限り認められており、この時も事前に指定された書面「アルバイト許可願」を学校長へ届け出る（学業と両立出来るよう、夏休み・冬休みなど長期休暇期間中を推奨）。その他、事前に届け出れば「日本育英会からの奨学金」や授業料減免措置も受けられる。
- 「正当な理由無き無断での欠席・遅刻・早退・授業料滞納」が長期にわたり続いている生徒に対しては「臨時家庭訪問を行う」よう学校長が当該生徒の所属学級担任へ指示しており、社会人として必要な人材養成を真摯に進めるべく「休まない・遅れない・円滑な人間関係形成」を教育目標としている（正当な理由無き欠席・遅刻・早退・授業料滞納を無断で長期にわたり繰り返す生徒がいる学級の担任は、その生徒が遠方在住であっても自家用車を用いた家庭訪問を必ず実施して当該生徒の心身状態や家庭内状況把握に努めている）。高等学校は義務教育ではないので、正当な理由無き無断欠席・遅刻・早退・授業料滞納を繰り返す生徒に対しては「退学」の懲戒処分が下される場合がある。
- 体育館・武道場（格技室）・一部特別教室を除く全ての教室にはTV受像機が完備されており、一般TV放送の視聴のみならず（備品として置かれている）ビデオやBD/DVDのソフトも放送室にある再生装置より（アンテナ線経由で）各教室へ一斉上映が可能な構造となっている。
- 冬期の暖房装置は公立（県立・市立）高校で用いられている電気（蓄熱式）やスチーム式ではなく、一般家庭同様の「温風FF式石油暖房機」が用いられている（給油の手間を減らすため別設の灯油タンクは校舎外側に設置し、一カ所のタンクから灯油配管を各教室に分配）。但し電気や灯油の浪費を防ぐため事務室に暖房集中制御盤が設けられており、各教室で個別にACコードを差し込んで電源を入/切しても事務室にある集中制御盤の暖房電源が「入」にならなければ当該教室の暖房は動作しない仕組みとなっている（授業が行われる教室の暖房のみ電源が入るようにし、使わない教室の暖房は不用意に電源が入らないようにする）。
- 長年にわたり「常勤教師」として教鞭を執ってきた正社員の大半は、定年退職後に「（当人が教員免許を有する教科の）非常勤講師」として再雇用されている（非常勤講師の一部と学校長は県立高校教職員OBが外部より招聘される場合もあり）。また年に数回実施されている「校内職員会議」は（非常勤講師を含めた）教職員の全員出席が義務づけられており、生徒の欠席状況や問題行動有無などが各学級担任より定期的に報告されている（特に「生徒がいじめに遭っていて自殺に追い込まれる恐れがある」などの緊急事案は全教職員で情報共有し、生徒からの悩み相談などを受け付ける旨を確認）。なお公式サイトに「教職員募集要項」は掲載されていない（毎年必ず教職員の定期採用があるとは限らず、採用する場合でも「若干名」にとどまるため）。